# فریپورت، نوا اسکوشیا
فریپورت، نوا اسکوشیا (به انگلیسی: Freeport, Nova Scotia) یک منطقهٔ مسکونی در کانادا است که در خلیج فاندی واقع شده‌است. فریپورت ۷٫۵۹ کیلومتر مربع مساحت و ۲۲۳ نفر جمعیت دارد.